# Aven, Småland
Aven är en sjö i Hultsfreds kommun i Småland och ingår i Emåns huvudavrinningsområde.